# Донат, Людвиг
Людвиг Донат (англ. Ludwig Donath; 1900—1967) — австрийский и американский актёр.

## Биография
Родился 6 марта 1900 года в Вене.
Окончил Венскую академию драматического искусства и стал актёром на сцене в Берлине. После прихода к власти Гитлера, в 1933 году, он вернулся в Вену и работал там в театре и кино и до присоединения Австрии к Германии в 1938 году. Эмигрировал в США и начал свою карьеру в Америке в киноиндустрии, дебютировав в 1942 году. Затем снялся в десятках американских фильмов. Появлялся также на телевидении и Бродвее. Интересно, что Людвиг Донат сыграл роль Ленина в американском сериале «Омнибус» (1960).
Умер от лейкемии 29 сентября 1967 года в Нью-Йорке.

## Избранная фильмография
| Год  |   | Русское название            | Оригинальное название            | Роль                   |
| ---- | - | --------------------------- | -------------------------------- | ---------------------- |
| 1943 | ф | Палачи тоже умирают!        | Hangmen Also Die!                | Ширмер                 |
| 1944 | ф | Раса господ                 | The Master Race                  | Шмидт                  |
| 1946 | ф | Гильда                      | Gilda                            | немец                  |
| 1948 | ф | До края земли               | To the Ends of the Earth         | Николас Соким          |
| 1950 | ф | Убийца, запугавший Нью-Йорк | The Killer That Stalked New York | доктор Купер           |
| 1951 | ф | Великий Карузо              | The Great Caruso                 | Альфредо Брацци        |
| 1953 | ф | Грехи Иезавели              | Sins of Jezebel                  | Навуфей                |
| 1966 | ф | Разорванный занавес         | Torn Curtain                     | профессор Густав Линдт |